# 타이젠 스튜디오
타이젠 스튜디오(Tizen studio)는 타이젠 OS 전용 어플리케이션을 제작하는 IDE(통합개발환경) 소프트웨어이다.
타이젠 스튜디오(Tizen Studio는 Tizen)는 기본(네이티브) 및 웹 응용 프로그램을 개발하기위한 포괄적인 도구 집합이다. IDE, 에뮬레이터, 툴체인, 다양한 분야의 샘플 코드 및 문서로 구성되어있다. Tizen Studio는 윈도우, Ubuntu 및 macOS에서 실행된다. 응용 프로그램이 Tizen 패키징 규칙을 준수하는 한 타이젠(Tizen)의 공식 Tizen Studio에 의존하지 않고 Tizen 응용 프로그램을 개발할 수도 있다.

## 버전
2012년 타이젠 SDK 1.0 락스퍼(Larkspur, 참제비고깔)를 시작으로  2018년 기준 Tizen Studio 3.0이다.

## 같이 보기
- 안드로이드 스튜디오
- 리눅스재단